# アナハイム

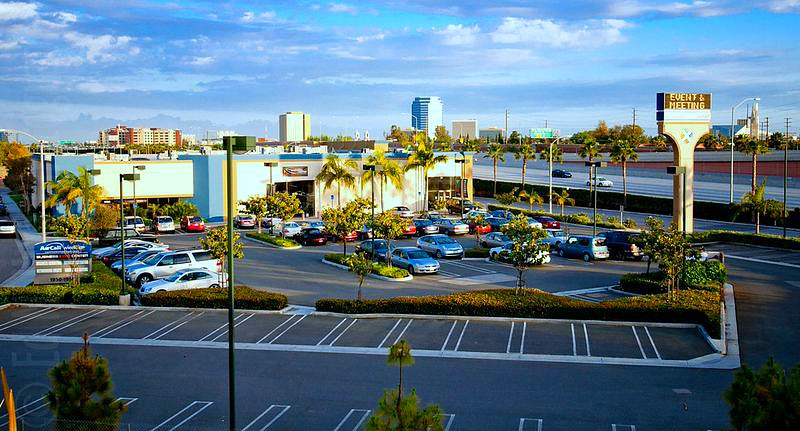
アナハイムのスカイライン

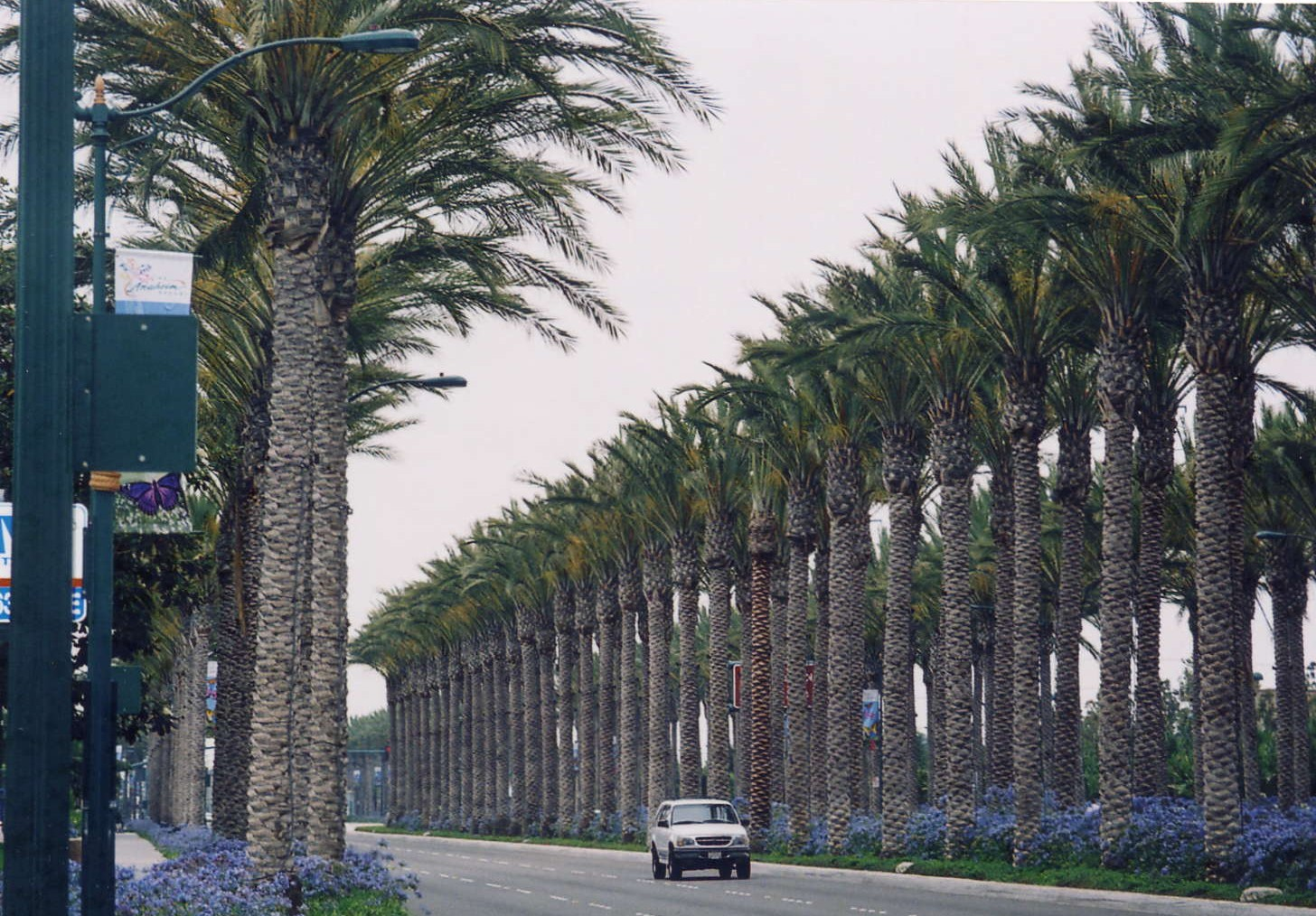
ディズニーランド近郊の街路樹

アナハイム（英: Anaheim）は、アメリカ合衆国カリフォルニア州オレンジ郡の都市。人口は34万6824人（2020年）で、オレンジ郡最大の都市である。ロサンゼルスの南東45km、サンタアナの北西10kmに位置する。

## 概要
ディズニーランドや、MLBやNHLのチーム、及びコンベンションセンターなどがよく知られている。
1857年にサンフランシスコから移住してきたドイツ系らの集団入植地として創設された都市で、アナハイムのアナ(ana)は町を流れるサンタアナ川から、ハイム(heim)はドイツ語で家庭を表す単語であり、いかにもドイツらしい地名となっている。

## 地理

オレンジ郡内の位置

### 地勢
アナハイムは、北緯33度50分10秒、西経117度53分23秒 (33.836165, -117.889769)に位置している。
アメリカ合衆国統計局によると、この都市は総面積130.7 km2 (50.5 mi2) である。このうち126.8 km2 (48.9 mi2) が陸地で3.9 km2 (1.5 mi2) が水地域である。総面積の2.99%が水地域となっている。

### 人口

#### 人口動勢
2000年の国勢調査で、この都市は人口328,014人、96,969世帯、及び73,502家族が暮らしている。人口密度は2,587.8/km2 (6,702.0/mi2) である。786.7/km2 (2,037.5/mi2) の密度で99,719軒の住居が建っている。
同市の人口構成を人種別に見ると白人54.76%、アフリカン・アメリカン2.66%、ネイティブ・アメリカン0.93%、アジア11.98%、太平洋諸島系0.42%、その他の人種24.21%、及び混血5.02%である。人口の46.76%がヒスパニックまたはラテン系である。
93,969世帯のうち、43.0%が18歳未満の子供と一緒に生活しており、56.3%は夫婦で生活している。13.1%は未婚または離婚女性が世帯主であり、18.1%は単身世帯である。6.1%は65歳以上の1人暮らし老人である。世帯の構成人数の平均は3.34人、家族の構成人数の平均3.75人である。
同市の人口構成を年齢別に見ると18歳未満30.2%、18-24歳10.5%、25-44歳33.5%、45-64歳17.7%、65歳以上8.2%である。年齢の中央値は30歳である。性比は女性100人に対し男性100.1人、18歳以上の女性100人に対し男性98.1人である。
同市の世帯収入ごとの中央値は47,122米ドルであり、家族収入の中央値は49,969米ドルである。収入の中央値を性別で見ると男性は33,870米ドルに対し女性28,837米ドルである。同市の1人当たりの収入 (per capita income) は18,266米ドルである。人口の14.1%及び家族の10.4%は貧困線以下である。全人口のうち18歳未満の18.9%及び65歳以上の7.5%は貧困線以下の生活を送っている。

## 歴史
アナハイムはドイツ系ブドウ農園経営者及びワイナリー経営者によって1857年に設立されたが、ブドウ産業は害虫によって19世紀後半に衰退した。

## 対外関係

### 姉妹都市・提携都市
- 水戸市（日本国 関東地方 茨城県）- 1976年12月21日 国際親善姉妹都市盟約
- ビトリア＝ガステイス（スペイン王国 バスク州 アラバ県）

## 経済

ディズニーランドの眠れる森の美女の城

### 第二次産業

#### 工業
内陸型の工業が発展しており、電器機械や電子機器工場が多いのが特徴である。また、観光産業も発展している。

### 第三次産業

#### 観光業
アトラクション
- ディズニーランド・リゾート（Disneyland Resort）
  - ディズニーランド
  - ディズニー・カリフォルニア・アドベンチャー（Disney's California Adventure）
  - ダウンタウン・ディズニー（Downtown Disney）

- エンゼル・スタジアム・オブ・アナハイム（Angel Stadium of Anaheim）
- アローヘッド・ポンド・アリーナ（Arrowhead Pond of Anaheim）

## 教育

### 大学
私立
- アナハイム大学

## 文化・名物

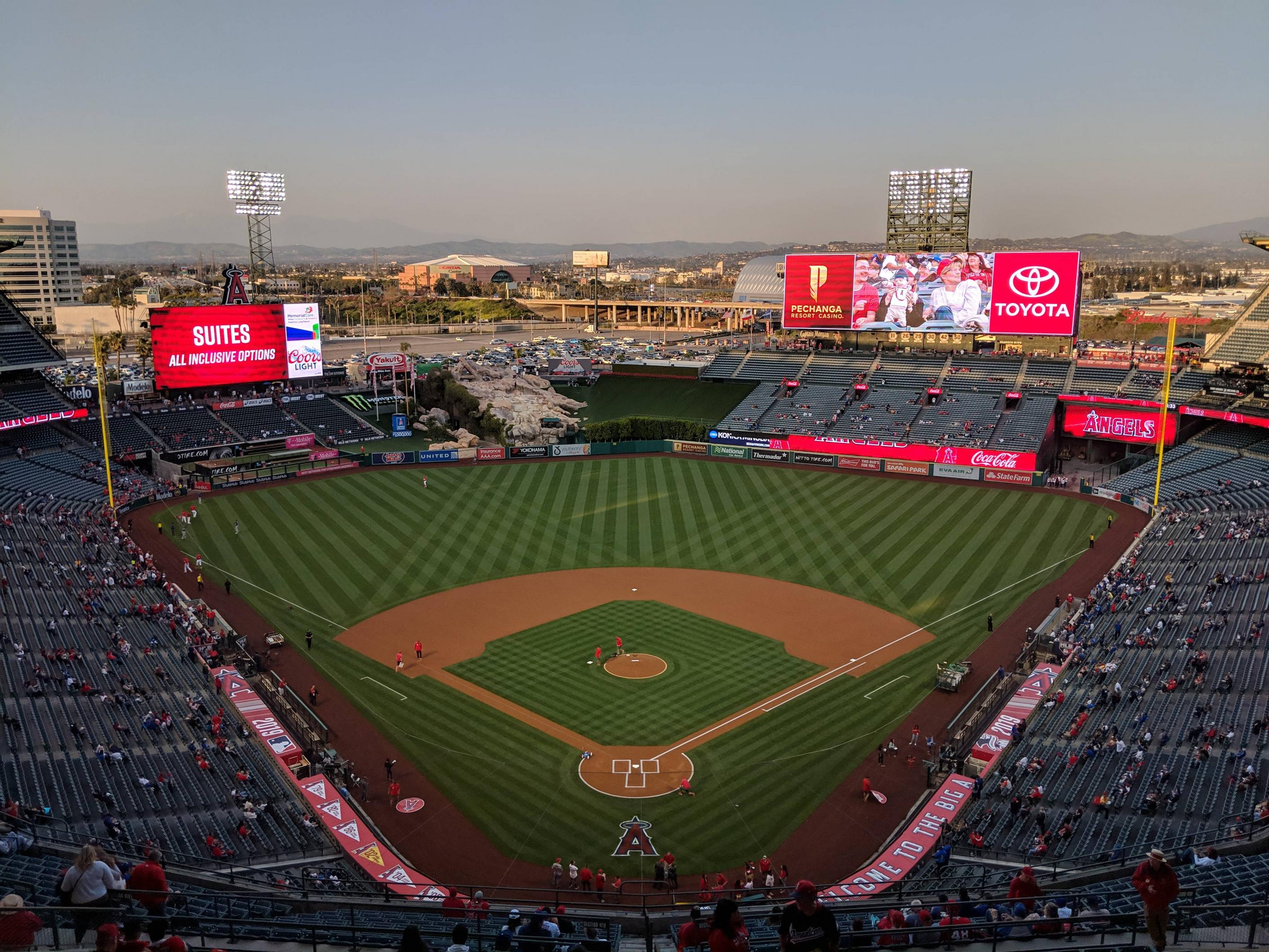
エンゼル・スタジアム・オブ・アナハイム

### スポーツ

#### 野球
- MLBチーム : ロサンゼルス・エンゼルス

#### アイスホッケー
- NHLチーム：アナハイム・ダックス

#### 過去のフランチャイズチーム
- NFLチーム：ロサンゼルス・ラムズ
- マイナーリーグ（独立リーグ）
  - NBADL：アナハイム・アーセナル

## 出身関連著名人
- ロレッタ・サンチェス（Loretta Sanchez） - アメリカ合衆国下院議員
- カール・カーチャー（Carl Karcher） - ハンバーガーチェーンのカールスジュニア創設者
- マーク・ラングストン（Mark Langston） - 元MLBピッチャー
- ヘンリク・シェンキェヴィチ（Henryk Sienkiewicz） - ポーランドの小説家。若き日にこの地を訪れコミューンを作ることを検討した
- グウェン・ステファニー（Gwen Stefani） - 歌手。ノー・ダウトのリードボーカル。日本の原宿を歌ったナンバー、「原宿ガールズ（Harajuku Girls）」で知られる。